# Ossaea marginata
Ossaea marginata är en tvåhjärtbladig växtart som först beskrevs av Louis Auguste Joseph Desrousseaux, och fick sitt nu gällande namn av José Jéronimo Triana. Ossaea marginata ingår i släktet Ossaea och familjen Melastomataceae. Inga underarter finns listade i Catalogue of Life.